# Coryanthes dasilvae
Coryanthes dasilvae là một loài thực vật có hoa trong họ Lan. Loài này được F.Barros mô tả khoa học đầu tiên năm 2001.